# هاوس آو حبیب
هاوس آو حبیب (انگلیسی: House of Habib) شرکت خوشه‌ای پاکستانی است، که در سال ۱۸۴۱ تأسیس شد.